# Toquí de collar
El toquí de collar (Pipilo ocai) és una espècie d'ocell passeriforme de la família dels emberízids, endèmica del centre i sud de Mèxic.

## Descripció
És dels toquís més grossos de Mèxic, amb una envergadura d'entre 20 i 21,5 cm.
L'esquena i la cua són de color olivaci; les plomes cobertores inferiors de la cua i les de la corona vermelloses. Posseeix un antifaç negre que li cobreix els ulls i les galtes; sobre l'antifaç, una prima ratlla blanca, que pot no estar present en alguns individus. La gola és blanca i limita amb el pit a través d'un collaret negre, el que li dona el nom vulgar a l'ocell. Per les seves característiques, és bastant similar al toquí de capell castany (Atlapetes brunneinucha), però aquest té el collaret negre bastant més prim.
Nota: aquesta espècie es pot hibridar amb el toquí maculat (Pipilo maculatus) i com a resultat els híbrids, anomenats anomenats en l'ornitologia com Pipilo ocai x maculatus, tenen el dors tacat i els costats vermellosos.
Espècie semblant: El toquí de capell castany és extraordinàriament semblant però té una franja ocular molt reduïda.

## Hàbitat
Es distribueix al llarg de l'Eix Neovolcánic, la Sierra Madre del Sur i l'Escut Mixteco, en zones altes, de entre 1500 i 3750 m de clima temperat, en boscos de coníferes.

## Taxonomia
Es reconeixen cinc subespècies:
- P. o. alticola (Salvin & Godman, 1889) localitzat a l'oest de Mèxic.
- P. o. nigrescens (Salvin & Godman, 1889) centre de Mèxic.
- P. o. guerrerensis (Van Rossem, 1938) sud-oest de Mèxic.
- P. o. brunnescens (Van Rossem, 1938) sud de Mèxic.
- P. o. ocai (Lawrence, 1865) centre est de Mèxic.